# John Hingeston
John Hingeston (* um 1606 in York; † 17. Dezember 1683 in London) war ein englischer Komponist, Gambist und Organist des Frühbarock. 

## Leben
In seiner Jugend war John Hingeston Sänger im Chor der Kathedrale von York. Ab März 1620 war er in Diensten des Henry Clifford, dem 4. Earl of Cumberland, der ihn ein Jahr später nach London schickte, um sich für mehrere Jahre bei Orlando Gibbons weiterzubilden. Von 1654 bis 1658 war Hingeston Organist und „master of music“ bei Oliver Cromwell, der eine aus acht Musikern bestehende „Band“ unterhielt. Nach der Stuart-Restauration wurde er königlicher Gambist und „Keeper of His Majesty's Instruments“. Zu seinen Schülern gehörten John Blow und Henry Purcell, letzterer wurde ab 1683 sein Nachfolger. 
Die wichtigste Schaffensperiode Hingestons lag in der Zeit des Commonwealth of England. Neben zwei Anthems schuf er mehr als 30 Fantasy-Suiten für Gambenkonsort in unterschiedlichen Besetzungen, eine Sammlung „Divisions upon a ground“, zahlreiche Tänze (fantasia-allemande) und ein Voluntary für Orgel und Orchester. Ein Großteil von Hingestons Werken ist in Sammlungen überliefert, wie etwa in John Playfords The English Dancing Master von 1651.